# Vessaba (album)
Vessaba est le cinquième album de l'auteur compositeur interprète burkinabé Bil Aka Kora sorti en janvier 2014. 

## Liste des pistes
| N°  | Titre     | Durée |
| --- | --------- | ----- |
| 1.  | Vessaba   | 4:17  |
| 2.  | Ayamba    | 4:29  |
| 3.  | Emergence | 5:06  |
| 4.  | Roots     | 5:10  |
| 5.  | Djara     | 4:52  |
| 6.  | Smandbé   | 4:25  |
| 7.  | Akossongo | 3:26  |
| 8.  | Déhérité  | 3:24  |
| 9.  | Sibiri    | 4:06  |
| 10. | Weki      | 4:13  |